# Michael Houck
Michael "Mike" Houck (ur. 1959) – amerykański zapaśnik walczący w stylu klasycznym. Pierwszy amerykański mistrz świata w tym stylu, który to tytuł zdobył w 1985. Dziewiąty w 1983 i odpadł w eliminacjach w 1981. Czwarty w Pucharze Świata w 1988 i piąty w 1982 roku.
Zawodnik Maranatha Baptist Bible College.
Mistrz All-America AAU w 1982.